# Султанов, Ага Исмаил оглы
Ага Исмаил оглы Султанов (азерб. Ağa İsmayıl oğlu Sultanov, 1901, Баку — 12 июня 1936, Ахалцихе) — азербайджанский революционер и государственный деятель, народный комиссар просвещения Азербайджанской ССР, секретарь ЦК Компартии Азербайджана, первый секретарь Ахалцихского райкома Компартии Грузии.

## Биография
Ага Исмаил оглы Султанов родился в 1901 году в семье нефтяника в Баку. Получил начальное образование, по финансовым причинам начал работать в кузнечной мастерской, стал учеником кузнеца. В 1917 году он присоединился к революционному движению и служил в боевой части Григория Петрова. В 1919 году он был принят в ряды большевистской партии и с этого года возглавил профсоюз бакинских железнодорожников, работавших на Азербайджанской железной дороге. По заданию Бакинского парткома он вёл секретную пропагандистскую и агитационную работу среди железнодорожников.
В феврале 1920 года Ага Султанов был направлен Бакинской партийной организацией в Гаджикабул и возглавил здесь профсоюзные организации, а также в Кюрдамире и Евлахе. После установления Советской власти в Азербайджане работал сначала председателем Гаджикабульского и Шамхорского райкомов, затем комиссаром Главного управления милиции НКВД Азербайджанской ССР и других ответственных органов. В 1922-1924 годах Ага Султанов работал партийно-политическим руководителем в Азербайджанском отделе.
После установления Советской власти в Азербайджане председатель Гаджикабульского и Шамхорского чрезвычайных революционных комитетов (1920-1933), заведующий отделением и секретарь партийной комиссии в Азербайджанском отделе, руководитель организационного отделения Сталинского райкома партии. Работал секретарём Гянджинского райкома партии, вторым секретарем ЦК АК(б)П.
В 1933 году был командирован в Грузию и до конца жизни работал секретарем (первым секретарем) Ахалцихского райкома партии.
Был членом ЦК К(б)П Грузии и Закавказского крайкома УИК(б)П, избирался членом ЦИК Грузинской ССР и ЗСФСР.
Скончался 12 июня 1936 года в городе Ахалцихе.

## Семья
Брат революционера Касума Исмаилова, Хокумы Султановой и Якуба Султанова, одного из первых авиаторов Азербайджана.